# Christian Calenus
Christian Calenus, auch Christian Kalen oder Christian Kale (* 11. Oktober 1529 in Fehmarn; † 24. März 1617 in Greifswald) war ein deutscher Mathematiker, Mediziner, Historiker und Dichter.

## Leben
Calenus wurde im Mai 1547 an der Universität Rostock immatrikuliert und studierte ab 1548 an der Universität Greifswald. Nach dem Ende seines Studiums nahm er eine Stelle als Lehrer an der Greifswalder Kirchenschule St. Marien an, wurde 1552 an der Universität Greifswald Lektor der Grammatik und im Sommer 1553 Professor der Mathematik. 1554 ging er an die Universität Wittenberg, um sich einem Studium der Medizin zu widmen. Er reiste später nach Italien und promovierte 1560 in Pisa zum Doktor der Medizin. 1561 nahm er wieder einen Ruf an die Universität Greifswald an und wurde dort Professor der Medizin.
In dieser Funktion verfasste er für die medizinische Fakultät neue Statuten, die sich an die Statuten der Universität Rostock anlehnen. Darin bestimmte er zur Einführung in das Medizinstudium die Bücher von Leonhart Fuchs, Jean François Fernel und Philipp Melanchthons Buch De Anima. Für weiter fortschreitende Studien legte er die Schriften des Galenus fest und empfahl für botanische Wanderungen die Erklärungen der Pflanzen des Pedanios Dioskorides.
Von ihm sind Disputationen und Reden erschienen, die neben seiner medizinischen Bildung auch literarische Aktivitäten erkennen lassen. So betätigte er sich in seinem 1555 in Wittenberg erschienenen Buch Bogislaws X. Wallfahrt nach Jerusalem als Historiker und trat auch als Dichter in den Universitätsannalen 1564 auf. Mit seiner dort veröffentlichten Versform erwarb er sich bei der Nachwelt das Lob des „Decus et ornamentum studii“. Während seiner 65-jährigen Lehrtätigkeit an der Universität Greifswald bekleidete er sechsmal das Amt des Rektors der Universität.

## Schriften (Auswahl)
- Septem reges Romani ex primo libro Livii desumpti et carmine redditi. Frankfurt (Oder): Johann Eichorn 1564
- In nuptias illustrissimi principis ac domini d. Bugislai XI. ducis Stetini Pomeraniae Cassubiorum et Henetorum … Stettin: Andreas Kelner 1572